# Parc naturel de la mer de Corail

Parc naturel de la mer de Corail

Der Parc naturel de la mer de Corail ist ein 1,3 Millionen km² großer Meeresnaturpark in Neukaledonien. Er war bei seiner Gründung am 23. April 2014 der größte Meeresnaturpark der Welt. 10 % seiner Fläche stehen unter Naturschutz.

## Geographie
Der Park beginnt 12 Seemeilen jenseits des Neukaledonischen Barriereriffs und dehnt sich bis zu 200 Seemeilen aus. Die maximale Ausdehnung von Nord nach Süd beträgt 1279 km, von West nach Ost 1964 km. Er umfasst somit annähernd den gesamten Meeresraum Neukaledoniens und schließt die unbewohnten Inseln und Atolle D’Entrecasteaux, Chesterfield, Walpole, Matthew und Hunter ein. Er grenzt im Westen und Süden an Australien, im Norden an die Salomonen, im Nordosten an Vanuatu und im Osten an Fidschi. Er verfügt über verschiedene Reliefs wie einen ozeanischen Graben bis zu 8000 m Tiefe, über 500 Unterwasserberge, Canyons, hydrothermale Schlote, Korallenriffe, Koralleninseln und Vulkaninseln.

## Artenvielfalt
Zu den im Meeresnaturpark anzutreffenden Tierarten gehören: 25 Meeressäugetiere, 5 Schildkrötenarten, darunter die Grüne Meeresschildkröte, 13 Arten von Seegurken,  48 Haiarten, darunter Grauer Riffhai, Silberspitzenhai und Tigerhai, Schnapper, Seeigel, Rochen, Büffelkopf-Papageifisch, Napoleon-Lippfisch, Langusten,  Trochus Niloticus L., 5 Arten von Riesenmuscheln und 261 Arten von Korallen. Auf den Inseln und Atollen finden 19 Vogelarten und auf der Île Surprise Skinke einen Lebensraum.

## Naturschutz
Das Ziel des Parks ist es, die Ökosysteme zu schützen, die seltenen Tierarten zu erhalten und die Auswirkungen des Seeverkehrs zu begrenzen. 136 830 km² der Fläche haben ein Schutzstatut. Es werden in der Tiefe Vorkommen von vulkanischen Sulfiden um die Matthew und Hunter Inseln sowie ferromagnesische Minerale und polymetallische Knollen vermutet, die von starkem wirtschaftlichen Nutzen sein könnten.